# Plakina bowerbanki
Plakina bowerbanki är en svampdjursart som först beskrevs av Sarà 1960.  Plakina bowerbanki ingår i släktet Plakina och familjen Plakinidae. Inga underarter finns listade i Catalogue of Life.